# San Caralampio, Pantelhó
San Caralampio är en ort i Mexiko.   Den ligger i kommunen Pantelhó och delstaten Chiapas, i den sydöstra delen av landet, 800 km öster om huvudstaden Mexico City. San Caralampio ligger 1 112 meter över havet och antalet invånare är 234.
Terrängen runt San Caralampio är kuperad åt sydost, men åt nordväst är den bergig. Terrängen runt San Caralampio sluttar söderut. Runt San Caralampio är det ganska tätbefolkat, med 129 invånare per kvadratkilometer. Närmaste större samhälle är Yajalón, 14,4 km nordost om San Caralampio. Omgivningarna runt San Caralampio är en mosaik av jordbruksmark och naturlig växtlighet.